# New Richmond, Wisconsin
New Richmond là một thành phố thuộc quận St. Croix, tiểu bang Wisconsin, Hoa Kỳ. Năm 2000, dân số của thành phố này là 6310 người.